# Cipriani Potter

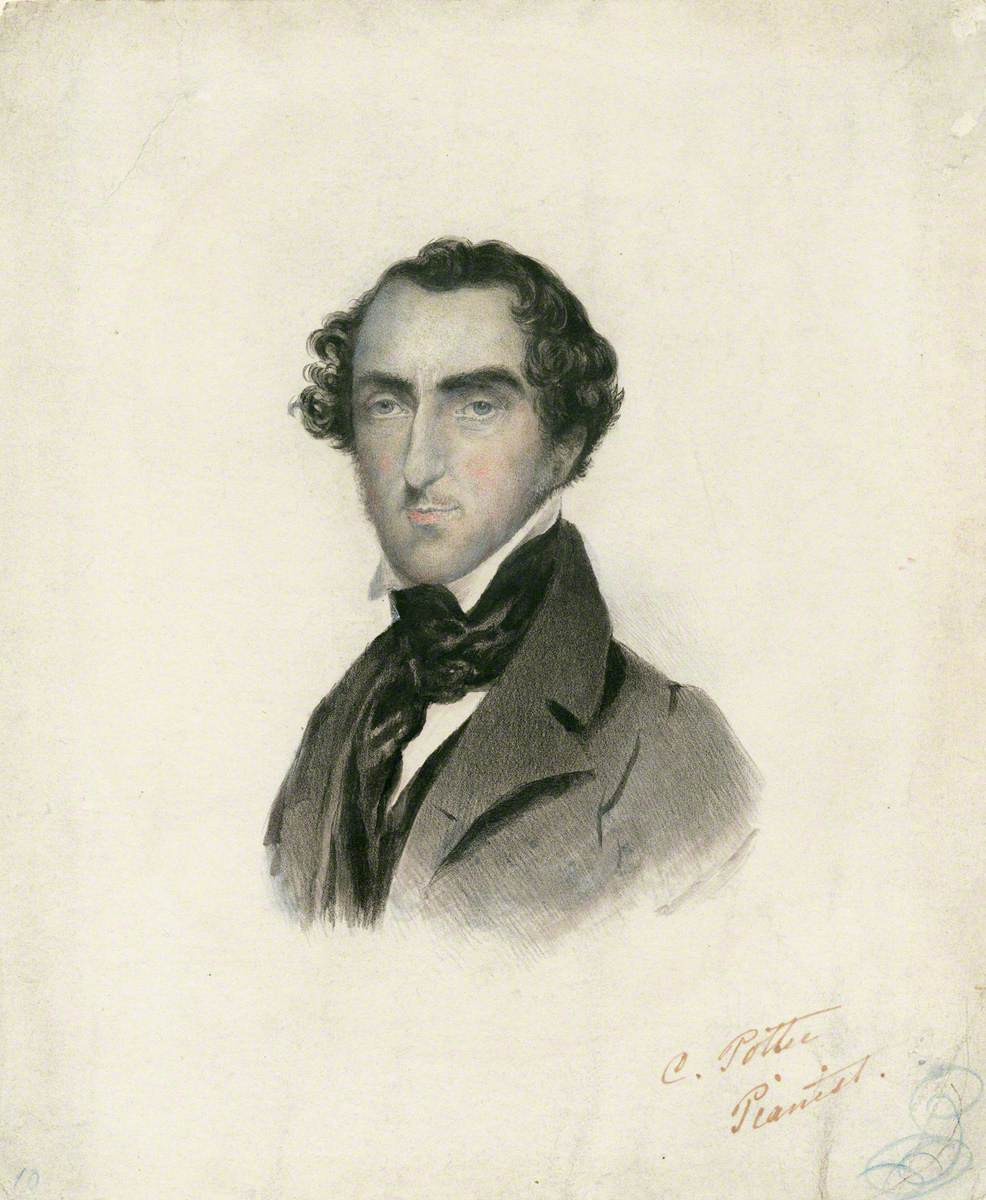
Cipriani Potter

Philip Cipriani Hambly Potter (* 3. Oktober 1792 in London; † 26. September 1871 ebenda) war ein britischer Komponist, Pianist, Dirigent und Musikpädagoge.

## Leben
Cipriani Potter war ein Sohn des Klavierlehrers Richard Huddleston Potter und wurde nach seiner Patentante Cipriani (eine Schwester von Giovanni Battista Cipriani) benannt.
Sein Vater begann seine musikalische Ausbildung, die später von Thomas Attwood, William Crotch und Joseph Wölfl fortgesetzt wurde. 1816 wurde eine Ouvertüre von ihm bei einem Philharmonischen Konzert aufgeführt.
Frustriert von dem Mangel an Möglichkeiten in England ging Potter 1817 nach Wien, wo er Beethoven traf.
Beethoven riet ihm, bei Aloys Förster zu studieren.
Potter kehrte 1819 nach England zurück und wurde als Pianist und Dirigent eine zentrale Figur im Londoner Musikleben.
Er war der Pianist mehrerer englischer Erstaufführungen von Mozart-Klavierkonzerten sowie bei den Konzerten 1, 3 und 4 von Beethoven. Er dirigierte außerdem die englische Erstaufführung von Mendelssohns 1. Klavierkonzert; Klavier spielte der Komponist.
1822 begann Potter als Dozent an der neu gegründeten Royal Academy of Music, zunächst im Fach Klavier und später im Fach Dirigieren. 1832 wurde er Prinzipal dieser Institution, 1859 legte er dieses Amt nieder. Unter seinen Schülern waren William Sterndale Bennett und Joseph Barnby.
Potter komponierte nach und nach immer weniger (ab 1837 kaum noch); seine Arbeitsschwerpunkte wurden Musikerziehung und das Vorbereiten von Editionen von Klaviermusik von Mozart und Beethoven.
Sein Interesse an neuer Musik aus Kontinentaleuropa blieb bestehen. Er gab 1869 die erste Transkription von Brahms’ Ein deutsches Requiem für zwei Klaviere heraus.
Es existieren heute noch neun Sinfonien von Potter. Aus seiner Nummerierung geht jedoch hervor, dass es einmal zehn gab. Die zehnte Sinfonie in g-Moll wurde von Richard Wagner gelobt, als er Dirigent der Royal Philharmonic Society war.
Potter schrieb auch
- vier Klavierkonzerte,
- einige Kammermusik,
- mehrere Stücke für Piano solo,
- eine Kantate und eine Handvoll Lieder.

Seine Instrumentalmusik zeigt das Erbe seiner Lehrer, zum Beispiel darin, wie er die Sonatensatzform verwendet.
Potter schrieb auch einige Artikel für Musik-Periodika. Einer davon berichtet über seinen Besuch bei Beethoven.
Potter besaß eine Stradivari-Geige von 1683, die heute unter seinem Namen bekannt ist (Stradivari „Cipriani Potter“).

## Kompositionen

### Orchesterwerke
- Ouvertüre in e-Moll (1815, überarbeitet 1848)
- Symphony [No. 1] in g-Moll – unnummeriert vom Komponisten (1819, überarbeitet 1824/6)
- Symphony [No. 2] in B-Dur – unnummeriert vom Komponisten (1821, überarbeitet 1839)
- Symphony [No. 3] in c-Moll – laut Komponist Nr. 6 (1826)
- Symphony [No. 4] in F-Dur – laut Komponist Nr. 7 (1826)
- Symphony [No. 5] in Es-Dur – laut Komponist Nr. 8 (1828, überarbeitet und mit langsamen Satz 1846)
- Symphony [No. 6] in g-Moll – hatte laut Komponist Nr. 10 und 2 (1832)
- Symphony [No. 7] in D-Dur – laut Komponist Nr. 2 (1833)
- Symphony [No. 8] in c-Moll – unnummeriert vom Komponisten (1834)
- Symphony [No. 9] in D-Dur – laut Komponist Nr. 4 (1834)
- Ouvertüre Antony und Cleopatra (1835)
- Ouvertüre Cymbeline (1836)
- Ouvertüre The Tempest (1837)

### Konzerte
- Introduktion und Rondo alla militaire für Klavier und Orchester (1827)
- Duo Konzert für Klavier, Violine und Orchester (1827)
- Konzert für Violine, Cello, Kontrabass, Klavier und Orchester auf Les folies d'Espagne
- Bravura Variationen auf ein Thema von Rossini für Klavier und Orchester (1829)
- Ricercata auf ein bekanntes französisches Thema für Klavier und Orchester (1830)
- Klavierkonzert in d-Moll (1832)
- Klavierkonzert in Es-Dur (1833)
- Klavierkonzert in E-Dur (1835)

### Gesang & Chor
- Kantate Medora e Corrado (1829–1830)

## Diskografie
Einige Werke von Potter sind auf CD erhältlich:
- Symphony No. 7 in F major (Czech Chamber PO, Douglas Bostock), Label: Classico, 2005
- Symphonies 8 & 10 (Milton Keynes City Orchestra), 1993.
- Symphony No. 1 in g minor • Introduzione e Rondo • Overture to Cymbeline (BBC National Orchestra of Wales, Howard Griffiths), Label: cpo, 2021
- Symphonien Nr. 2 B-Dur (1821) & Nr. 3 c-moll (1847), The Tempest-Ouvertüre  (BBC National Orchestra of Wales, Howard Griffiths), Label: cpo, 2024
- Symphonien Nr. 7 D-Dur (1833) & Nr. 8 c-moll (1834), Ricercate on a Favorite French Theme F-Dur für Klavier & Orchester (Melodie Zhao, Piano, BBC National Orchestra of Wales, Howard Griffiths), Label: cpo, 2025

## Sonstiges
Richard Wagner führte Potters Sinfonien gerne auf und erwähnte sie öfters lobend.